# Emmanuel Ekpo
Emmanuel Ekpo (ur. 20 grudnia 1987 w Ekoli) – nigeryjski piłkarz grający na pozycji pomocnika.

## Kariera klubowa
Ekpo rozpoczął karierę w 2005 w Calabar Rovers. W 2006 został zawodowym piłkarzem, podpisując kontrakt z Akwa United. W 2007 przeszedł do Enyimba FC. W kwietniu 2008 został zawodnikiem Columbus Crew. W marcu 2012 podpisał dwuipółletni kontrakt z Molde FK. W lipcu 2014 przeszedł do FK Haugesund, z którym podpisał czteromiesięczny kontrakt. We wrześniu 2016 podpisał dwuletni kontrakt z Eastern Suburbs AFC.

## Kariera reprezentacyjna
Ekpo grał w młodzieżowych kadrach Nigerii. W 2008 wraz z reprezentacją olimpijską tego kraju zdobył srebro na igrzyskach olimpijskich. W seniorskiej kadrze zadebiutował 6 września 2011 w przegranym 1:3 meczu z Argentyną.